# Zverinac
La Isla Zverinac (en croata: Otok Zverinac) es una pequeña isla croata en el archipiélago de Zadar del mar Adriático. Ocupa 4,2 kilómetros cuadrados y está poblada por 48 personas, con una densidad de población de 11,429 habitantes por kilómetro cuadrados. Su pico más alto alcanza los 111 metros de altura.
La isla fue mencionada por primera vez en 1421 como Suiran, fue una posesión de los nobles de Zadar. Hay ruinas romanas en el uvala Poripišće.